# Leimkrautblättrige Skabiose
Die Leimkrautblättrige Skabiose (Scabiosa  silenifolia), auch Leimkraut Krätzkraut genannt, ist eine Pflanzenart aus der Gattung der Skabiosen (Scabiosa) in der Unterfamilie der Kardengewächse (Dipsacoideae) innerhalb der Familie der Geißblattgewächse (Caprifoliaceae).

## Beschreibung

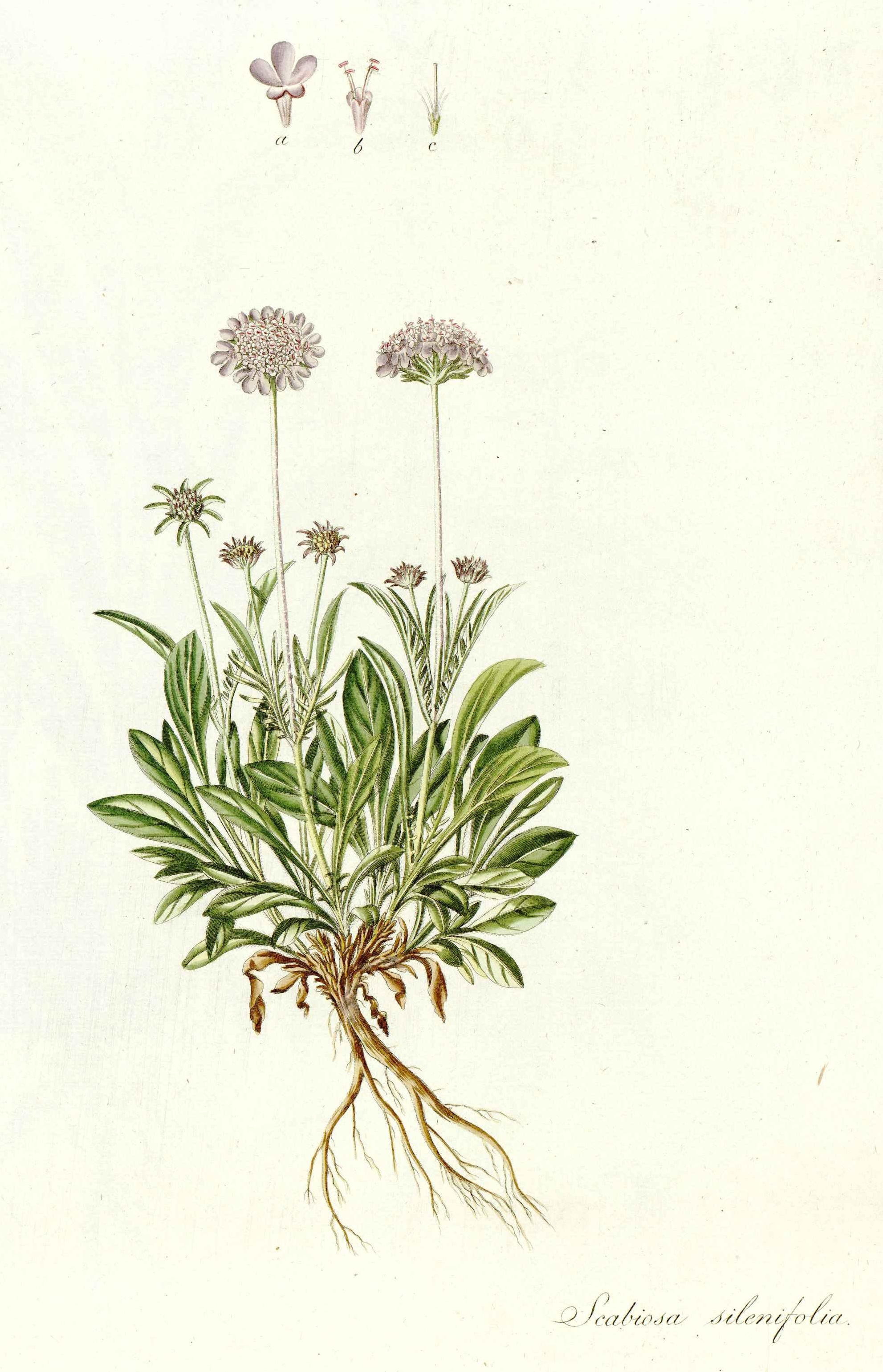
Illustration, 1805

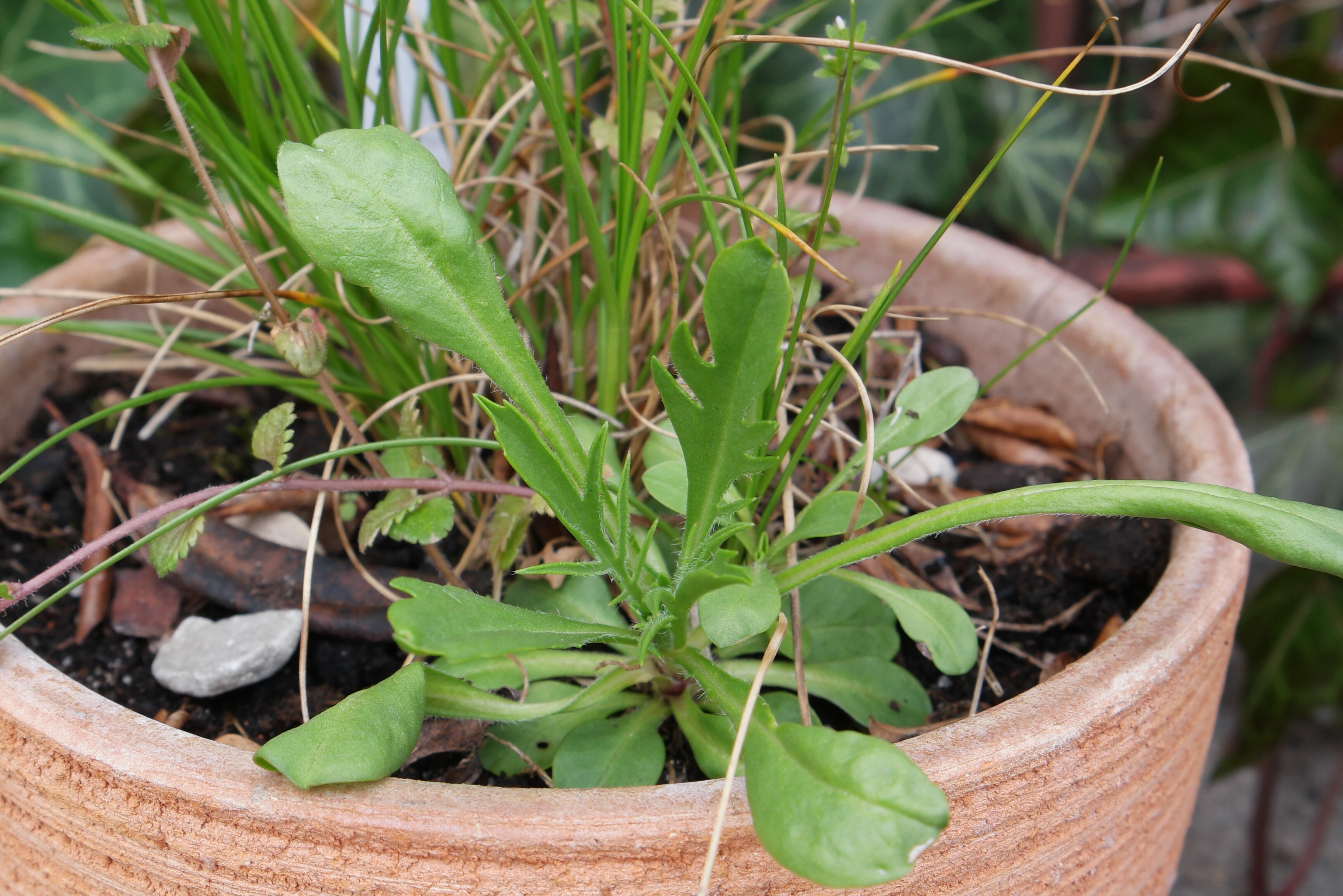
Habitus, Phänologischer Frühjahrsaspekt einer kultivierten Wildpflanze

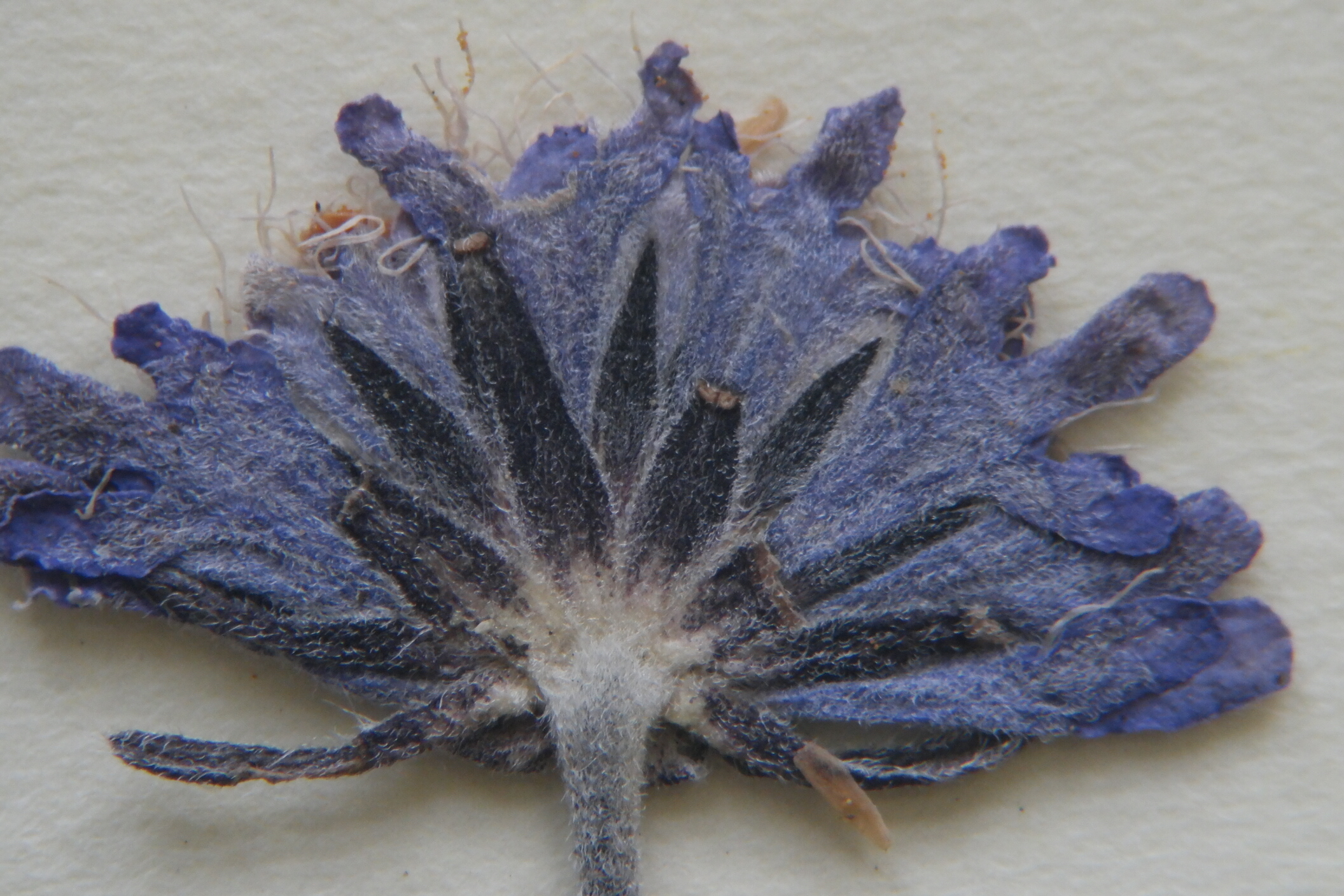
Blütenstand – Herbarbeleg der Bayerischen Botanischen Staatssammlung München

### Vegetative Merkmale
Die Leimkrautblättrige Skabiose wächst als ausdauernde krautige Pflanze und erreicht Wuchshöhen von meist 10 bis 15 (3 bis 20) Zentimetern. Sie bildet ein starkes, verholzendes, ästiges Rhizom. Der aufrecht Stängel ist sehr fein-flaumig behaart oder kahl und wenig beblättert.
Die Laubblätter sind gegen die Basis zu fein flaumig bewimpert, sonst kahl; die grundständigen und unteren Stängelblätter sowie die der sterilen Rosette sind spatelig-lanzettlich, in den langen Stiel zugeschweift, gerundet-stumpf oder kurz zugespitzt, ganzrandig, die oberen Stängelblätter verkehrt-lanzettlich und mit einigen linealisch-lanzettlichen Fiederlappen versehen, seltener fiederspaltig mit linealisch-lanzettlichen, 1 bis 2 Millimetern breiten Abschnitten.

### Generative Merkmale
Die Blütezeit reicht von Juli bis September. Die Köpfchenstiele sind verlängert, feinflaumig und unter dem Köpfchen fast filzig. Die Köpfchen weisen einen Durchmesser von 1,5 bis 3 Zentimetern auf. Die Hüllblätter sind eilanzettlich, fein-flaumig und kürzer als die Blüten. Die Blüten sind blauviolett, außen flaumig; die randständigen strahlend.
Die Frucht ist der Länge nach achtfurchig, etwas behaart und 3 Millimeter lang. Der Saum des Außenkelches ist aufrecht, 2 Millimeter lang, bis zur Mitte vierlappig. Die Kelchborsten sind etwa doppelt so lang und gelblich.

### Chromosomenzahl
Die Chromosomenzahl beträgt 2n = 16.

## Vorkommen

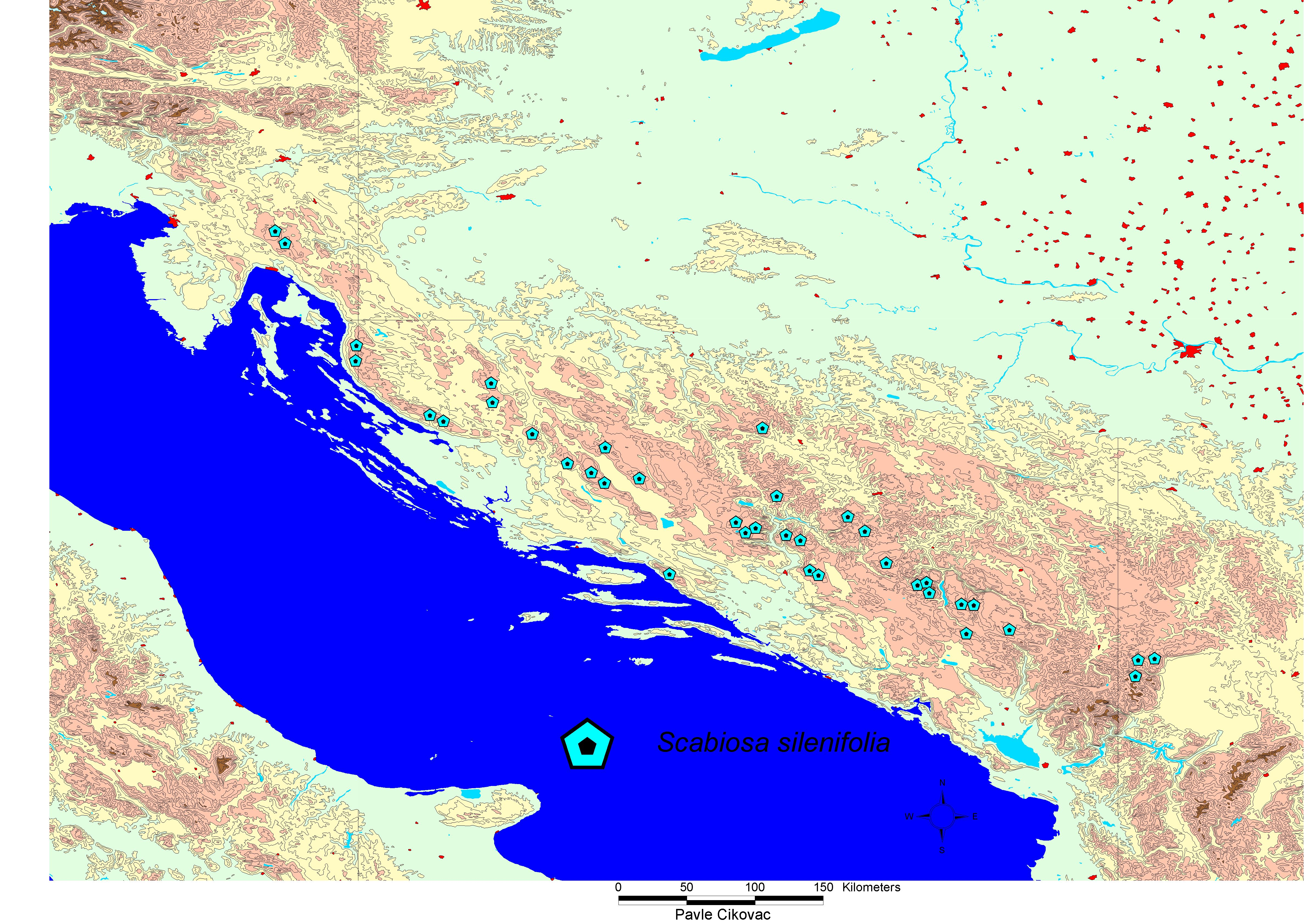
Die Verbreitung auf der Balkanhalbinsel beschränkt sich hauptsächlich auf die subkontinentalen Dinariden

Das Verbreitungsgebiet von Scabiosa  silenifolia umfasst die Länder Italien, Slowenien, Serbien, Kroatien und Albanien. Scabiosa  silenifolia ist zirkumadriatisch; ihre Hauptverbreitung reicht in den subadriatischen, ozeanischen Dinariden südlich bis zum Prokletije, im Norden bis zum Krainer Schneeberg. Disjunkt kommt sie in den italienischen Abruzzen vor.
Scabiosa  silenifolia ist in den Nordwestdinariden eine Kennart (sub-)alpiner Kalkmagerrasen im Seslerion juncifoliae. Im Südosten tritt sie im Verband Oxytropidion dinaricae in der Ordnung Crepidetalia dinaricae auf. Für den Krainer Schneeberg ist durch Boštjan Surina eine Assoziation mit Silberwurz (Dryas octopetala) beschrieben worden. In den südöstlichen Dinariden ist die Leimkrautblättrige Skabiose Charakterart des Elyno-Edraianthetum serpyllifolii. Zu den pedologischen- und klimatologischen Ansprüche von Scabiosa  silenifolia im Verband Elyno-Edraianthetum serpyllifolium Lkšić. liegen vom etwa 2225 Meter hohem Kamm im Volujak-Gebirge (Bosnien und Herzegowina) Untersuchungen von Radomir Lakušić vor: so wurden am 22.–24. August Lufttemperaturminma von −1 °C und  -maxima von 26 °C über der Erdbodenoberfläche sowie Bodentemperaturen der auf Kalksteinen entwickelten Kalksteinbraunlehme oder 'Buavica' (Chromic luvic Cambisols) in 5 Zentimeter Tiefe von 2,2 °C bis 20 °C und in 10 Zentimeter Tiefe von 4,2 °C bis 11,8 °C beobachtet. Die Buavicen sind zudem durch hohe relative Feuchtigkeit geprägt gewesen und zeigten 80–100 % Wassergehalt.
In ihrem dinarischen Verbreitungsgebiet gedeiht Scabiosa  silenifolia in Höhenlagen von 1300 bis 2400 Metern. Sie ist ein kalk- und lichtliebende Art, die keine starke Konkurrenz durch hochwachsende Stauden und Gräser verträgt. Daher findet sie sich oft auf Initialstandorten zwischen Felsen oder zwischen Blöcken periglazialer Strukturböden. Unter den vergesellschafteten Arten u. a.: Edraianthus serpyllifolius, Carex kitaibeliana, Oxytropis dinarica, Elyna myosuroides, Crepis dinarica.

## Taxonomie
Die Erstbeschreibung von Scabiosa  silenifolia erfolgte 1803–1804 durch Franz Adam von Waldstein-Wartenberg und Paul Kitaibel aus der Plješevica in Kroatien.